# Trathala enigmatica
Trathala enigmatica är en stekelart som beskrevs av Dasch 1979. Trathala enigmatica ingår i släktet Trathala och familjen brokparasitsteklar. Inga underarter finns listade i Catalogue of Life.